# Rat für den Handel mit Waren
Der Rat für den Handel mit Waren (englischer Name: Council for Trade in Goods, auch Goods Council, kurz CTG) ist ein Gremium der Welthandelsorganisation (WTO).

## Einsetzung
Eine Einsetzung des Rates für den Handel mit Waren geschah mit Inkrafttreten des Marrakesch-Abkommens am 1. Januar 1995.

„There shall be a Council for Trade in Goods, a Council for Trade in Services and a Council for Trade-Related Aspects of Intellectual Property Rights (hereinafter referred to as the ‘Council for TRIPS’), which shall operate under the general guidance of the General Council. The Council for Trade in Goods shall oversee the functioning of the Multilateral Trade Agreements in Annex 1A.“

„Ein Rat für den Handel mit Waren, ein Rat für den Handel mit Dienstleistungen und ein Rat für handelsbezogene Aspekte der Rechte des geistigen Eigentums (im folgenden als "Rat für TRIPS" bezeichnet) sind unter der allgemeinen Leitung des Allgemeinen Rates tätig. Der Rat für den Handel mit Waren überwacht die Wirkungsweise der Multilateralen Handelsübereinkommen in Anlage 1A.“

In den Amtssprachen der Welthandelsorganisation Französisch und Spanisch firmiert der Rat unter Conseil du commerce des marchandises bzw. Consejo del Comercio de Mercancías.

## Aufgaben
Der Rat für den Handel mit Waren überwacht die Maßnahmen der Mitglieder unter der Maßgabe des Allgemeinen Zoll- und Handelsabkommens (GATT) und aller weiteren der 13 Abkommen, die in Annex 1A des Marrakesch-Abkommen zusammengefasst sind. In dem Rat sind alle Mitglieder der Welthandelsorganisation vertreten. Ihm unterstehen Unterkomitees für verschiedene Themen, bspw. Landwirtschaft und Subventionen, und Arbeitsgruppen. Die Zahl änderte sich über die Jahre. Im Jahr 2023 sind dem Rat 14 Untergremien untergeordnet.
Der Rat und seine Unterkomitees beschäftigen sich mit verschiedenen Themen, die mit dem Handel von Waren im Zusammenhang stehen, so bspw. dem elektronischen Handel. In dieser Hinsicht berichtet der Rat dem Allgemeinen Rat. Eine Hauptaufgabe des Rates bleibt jedoch das Ziel des GATT, die Vereinfachung des Handels. Dafür beschäftigt sich der Rat mit verschiedenen Maßnahmen der Mitglieder, die es als den Handel beeinträchtigend einstuft. Auch beschäftigt sich der Rat mit der Einstufung von Staaten als LDCs, einer Unterscheidung, die bspw. im SCM Agreement relevant wird, und berät Anträge. Der Rat ist für die Implementation von Beschlüssen der Ministerkonferenzen zuständig, die in den Tätigkeitsbereich des Rates fallen. Darunter gehören bspw. die Entscheidungen der 12. Ministerkonferenz zur Bekämpfung der Folgen der Corona-Pandemie.